# Bineta Hansen
Bineta Hansen (* 10. Mai 1998 in Hamburg) ist eine deutsche Schauspielerin.

## Leben
Bineta Hansen hat zwei ältere und zwei jüngere Geschwister. Sie wuchs in Hamburg auf und ging dort auf das Wilhelm-Gymnasium. Bereits von 2003 bis 2009 erhielt sie Schauspielunterricht an der Staatsoper Hamburg. Dort stand sie 2007 im Rahmen der Jugend-Opern-Akademie im Stück Der Bajazzo auf der Bühne. Von 2016 bis 2020 studierte sie Schauspiel an der UdK Berlin.
Ihr Filmdebüt hatte sie 2006 gemeinsam mit ihren vier Geschwistern in dem Film FC Venus – Angriff ist die beste Verteidigung. Danach war sie in verschiedenen Serien und Filmen zu sehen, bis sie 2021 in der zweiten Staffel der Serie WIR eine Hauptrolle übernahm.
Als Jugendliche war sie als Boxerin aktiv. 2013 war sie Deutsche Meisterin bei den Juniorinnen bis 69 kg. Bei der 5. Jugend- und Junioren-EM in Assisi 2014 erkämpfte sie sich zudem eine Bronzemedaille in der Klasse bis 66 kg.
Bineta Hansen lebt in Konstanz. Dort gehört sie seit 2020 zum Ensemble des Stadttheaters, wo sie unter anderem in dem Stück Nibelungenleader als Kriemhild auf der Bühne stand. Im Februar 2021 war Hansen Teil der Initiative #ActOut im SZ-Magazin, zusammen mit 184 anderen lesbischen, schwulen, bisexuellen, queeren, intergeschlechtlichen und transgender Personen aus dem Bereich der darstellenden Künste.
Zudem ist sie in Konstanz Mitglied des Queer-Stammtisches im Stadttheater.

## Filmografie (Auswahl)
- 2006: FC Venus – Angriff ist die beste Verteidigung
- 2007: GG 19 – Deutschland in 19 Artikeln
- 2008: Unter anderen Umständen: Böse Mädchen
- 2009: Tatort: Borowski und die Sterne
- 2014: Die Geschlechtskriegerinnen
- 2020: In aller Freundschaft – Die jungen Ärzte (Folge 6.32: Ausweg)
- 2021: Loving Her (Fernsehserie)
- 2021: Eldorado KaDeWe – Jetzt ist unsere Zeit (Miniserie)
- 2021: WIR (Fernsehserie)
- 2023: Tatort: Die Kälte der Erde
- 2024: Ein Duisburg-Krimi: Die Neue und der Bulle
- 2024: Wer ohne Schuld ist (Fernsehfilm)
- 2025: Tatort: Fiderallala

## Theater (Auswahl)
- 2018: Eine Frau – Mary Page Marlowe (Berliner Ensemble)
- 2018: Ein Sportstück (UdK Berlin)
- 2019: Schamparadies (Hans Otto Theater Potsdam)
- 2019: Diffuswaschung (Deutsches Theater Berlin)
- 2020: Männerphantasien (Volksbühne Berlin)
- 2020: Nibelungenleader (Theater Konstanz)
- 2021: Revolution (Theater Konstanz)

## Auszeichnungen
- 2019: Ensemblepreis des 30. Schauspielschultreffens für Ein Sportstück von Elfriede Jelinek[9].